# Ammoniumdiwaterstofarsenaat
Ammoniumdiwaterstoarsenaat is een anorganische verbinding met de brutoformule {\displaystyle {\ce {H6AsNO4}}}, en met meer nadruk op de structuur: {\displaystyle {\ce {(NH4)(H2AsO4)}}}.

## Synthese
De verbinding wordt gesynthetiseerd in een directe reactie tussen ammonia en arseenzuur:
{\displaystyle {\ce {NH3 + H3AsO4 -> (NH4)(H2AsO4)}}}

## Fysische eigenschappen
De verbinding vormt goed in water oplosbare, kleurloze kristallen.

## Toepassingen
Ammoniumdiwaterstofarsenaat wordt gebruikt als intermediair in de productie van medicijnen. Daarnaast vertonen kristallen ferro-elektrische eigenschappen waardoor ze bruikbaar zijn in piëzo-elektrische en pyro-elektrische apparaten.
De stof vertoont ook niet-lineaire optische eigenschappen.